# Ceuthospora phyllosticta
Ceuthospora phyllosticta är en svampart som beskrevs av C. Massal. 1889. Ceuthospora phyllosticta ingår i släktet Ceuthospora och familjen Phacidiaceae.   Inga underarter finns listade i Catalogue of Life.